# گالری هنری دانشگاه یل

## مرکز هنرومطالعات بریتانیایی دردانشگاه یال:نیوهاون(۷۷–۱۹۶۹)
ساختمان این مرکز هنری برای گردآوری ونمایش تابلوهای نقاشی ،مهر، چاپ ،تمبروکتاب اختصاص داده شده‌است. بنای اصلی از یک اسکلت بتون مسلح تشکیل یافته‌است ودیوارها از پانل‌های غیرباربری است که در سطح خارجی با ورق‌های فولادی ضدزنگ پوشیده شده‌اند و در داخل از پوشش چوب بلوط سفید استفاده شده‌است. در تمام سطح پشت بام نورگیرهایی با حالت بخصوصی طراحی شده‌اند که علاو بر ایجاد روشنایی طبیعی اجزای تأسیسات، جریان هوا نیز از طریق آن‌ها به گردش در می‌آید. بقیه تأسیسات خدماتی، در صفحه‌های دیوار‌های مجوف قرار گرفته‌است.